# Raf. El 'gentleman' de Bruguera
Raf. El 'gentleman' de Bruguera es un libro biográfico dedicado al historietista español Joan Rafart Roldán, publicado por Amaníaco Ediciones en 2015. 
Está escrito por el periodista Jordi Canyissà y tiene un prólogo de Antoni Guiral.
El volumen cuenta con 416 páginas, abundantemente ilustradas con fotografías, viñetas y páginas de Raf, muchas de ellas inéditas. El libro sigue un recorrido cronológico por la carrera profesional de Raf en cuatro grandes etapas, desde sus inicios como dibujante realista hasta sus últimos años en la revista El Jueves, pasando por su etapa en la Editorial Bruguera, en la revista TBO y en las publicaciones de Fleetway. El libro explica el nacimiento de series como Don Pelmazo, Sir Tim O'Theo o Mirlowe y Violeta.
Según el crítico Pere Guixà, esta biografía "restituye la memoria de un icono del dibujo humorístico barcelonés de la escuela Bruguera a quien no se había hecho justicia.

## Contenido del libro
- Prólogo, por Antoni Guiral
- Introducción: El día en el que murieron los tebeos
- Inicios (1928-1960)
- Paréntesis (1960-1968)
- Consagración (1966-1986)
- Espejismos (1986-1987)
- Epílogo: El retratista de almas
- Índice cronológico de series
- Bibliografía